# Tomasz z Cori
Tomasz z Cori, rzadziej Tomasz da Cori, wł. Tommaso da Cori, właśc. Franciszek Antoni Cardillo, wł. Francesco Antonio Cardillo (ur. 4 czerwca 1655 w Cori, zm. 11 stycznia 1729) – włoski kapłan i kaznodzieja, franciszkanin (OFM), furtian, święty Kościoła katolickiego.
Urodził się w Cori w pobliżu Latiny w rodzinie Placyda i Anieli Cardillich. Na chrzcie otrzymał imiona Franciszka Antoniego. Mając trzy lata, w 1658 roku przyjął sakrament bierzmowania. Gdy jego rodzice zmarli przerwał naukę i podjął pracę, aby utrzymać siostry. 7 lutego 1677 wstąpił do Zakonu Braci Mniejszych w Orvieto, gdzie przyjął imię Tomasz. W 1683 w Velletri otrzymał święcenia kapłańskie. 25 kwietnia 1684 przybył do franciszkańskiego klasztoru w Civitella (wł. convent at Civitella, dzis. Bellegra), gdzie w 1686 roku został furtianem. Przez kilka lat był również furtianem w Palombarze. Wróciwszy do Bellegry, zajął się duszpasterstwem. Był również spowiednikiem.
Zmarł w opinii świętości w wieku 74 lat.
Został beatyfikowany przez papieża Piusa VI w dniu 3 września 1786, a kanonizowany przez Jana Pawła II w dniu 21 listopada 1999 roku.